# Cheumatopsyche wellsae
Cheumatopsyche wellsae là một loài Trichoptera trong họ Hydropsychidae. Chúng phân bố ở miền Australasia.